# Самуилов, Вячеслав Никандрович
Вячесла́в Ника́ндрович Самуи́лов (1862, Самарская губерния — не ранее 1923) — синодальный чиновник, действительный статский советник.

## Биография
Родился в семье священника. Окончил Самарскую духовную семинарию и в 1887 году Санкт-Петербургскую духовную академию со степенью кандидата богословия.
В 1890 году удостоен степени магистра богословия за работу «История арианства на латинском западе».
Чиновник 1-го Отдела канцелярии Синода: младший секретарь, титулярный советник (1892), старший секретарь, коллежский асессор (1895), обер-секретарь, надворный советник (1897).
Помощник редактора «Церковных ведомостей» (1901—1917), коллежский советник (1902), делопроизводитель Предсоборного присутствия, статский советник (1906), член и правитель дел Учебного комитета при Синоде (1908), действительный статский советник (1909).
В 1917—1918 годах работал в VII отделе Предсоборного совета, член Поместного Собора Православной Российской Церкви, участвовал во всех трёх сессиях, заведующий протокольной частью канцелярии Собора и составлением соборных деяний, секретарь XIII, член XXII Отделов.
С 1917 года жил в Москве (Лихов пер., д. 6).
С 1920 года машинист на рабочем факультете Московского высшего технического училища. С 1921 года конторщик в Народном комиссариате по просвещению.
Жена Екатерина Васильевна, дочь Людмила.

## Награды
Награжден орденами св. Станислава III, II и I (1914) степени, св. Анны III и II (1901) степени, св. Владимира III степени (1912).

## Сочинения
- История арианства на латинском Западе (353-430). — Санкт-Петербург : тип. А. Катанского и К°, 1890. — 305 с.
- Речь пред защитой магистерской диссертации "История христианства на латинском западе" (353 – 439), представленной на соискание степени магистра богословия, 8 октября 1890 г.. — Христианское чтение – 1891, 1. – № 1-2. – С. 118-129., 1891.
- Ответ на статью професора московской духовной академии А. Лебедева: "Мысли и чувства по поводу одного русского открытия в области науки древней церковной истории" (Богословский Вестник. 1892 г. май). — Христианское чтение – 1892, октябрь. – № 9-10. – С. 406-424., 1892.
- Рясофор. (Историческая справка) // Прибавления к Церковным ведомостям. — 1905. — № 42. — С. 1784—1789.
- Арианство // Православная богословская энциклопедия. — Петроград, 1900. — Т. I. А — Архелая. — Стб. 1009—1023.
- Благочиннические съезды // Православная богословская энциклопедия. — Петроград, 1901. — Т. II. Археология — Бюхнер. — Стб. 700—705.
- Благочиннические советы // Православная богословская энциклопедия. — Петроград, 1901. — Т. II. Археология — Бюхнер. — Стб. 705—711.
- Благочинные // Православная богословская энциклопедия. — Петроград, 1901. — Т. II. Археология — Бюхнер. — Стб. 683—700.
- Клиросы // Православная богословская энциклопедия. — Петроград, 1900—1911.
- Комиссия духовных училищ // Православная богословская энциклопедия. — Петроград, 1900—1911.
- Вировская Спасова пустынь; Десятильники и поповские старосты; Благочинные приходских церквей; Духовные правления; Благочиннические съезды; Преосвященный епископ Маркелл, присутствующий в Святейшем Синоде // Церковные ведомости. 1900. № 24, 35-36, 40, 43, 51.
- Комиссия духовных училищ; Ответы редакции; Клиросы // Церковные ведомости. 1905. № 7, 13, 25.
- К вопросу об автокефалии Грузинской Церкви; О статье г. Хаханова; Сообщения о новых книгах; Перед церковным Собором; Священник Николай Кипарисов (К предстоящему Собору Российской церкви); К. Запрудский (Вселенский Собор) // Церковные ведомости. 1906. № 1, 4-8, 10-11, 15, 45-46.
- Сообщения о новых книгах А. А. Дмитриевского, Н. Д. Кузнецова, И. И. Соколова // Церковные ведомости. 1907. № 16/17, 24-25.
- [Статья] // Церковные ведомости. Приб. 1908. № 2.
- Библиография (Леонид Соколов) // Церковные ведомости. 1915. № 37